# Centropus nigrorufus
Centropus nigrorufus là một loài chim trong họ Cuculidae.